# Клитемнестра
Клитемнестра (на гръцки: Κλυταιμνήστρα) в древногръцката митология е дъщеря на Тиндарей и Леда, сестра на Хубавата Елена, Кастор и Полидевк. Съпруга е първо на Тантал Младши, (внук на Тантал), после на Агамемнон.
Веднъж Тиндарей забравил да принесе жертва на Афродита и разгневената богиня предрекла, че дъщерите му ще имат по няколко съпрузи. Клитемнестра се омъжила първо за Тантал, но Агамемнон го убил заедно с новородения ѝ син, и я принудил да се омъжи за него. Според „Илиада“ тя имала три дъщери от Агамемнон – Ифигения, Електра и Хризотемида и син Орест.
Враждата между Клитемнестра и Агамемнон, породена от убийството на детето и първия ѝ мъж, избухнала отново, след като Агамемнон жертвал дъщеря им Ифигения, за да усмири гнева на Артемида, възпираща гръцките кораби с липсата на ветрове. След като Агамемнон отплавал да се бие, Егист склонил Клитемнестра към изневяра.
Агемемнон се завърнал като победител след Троянската война, но бил коварно убит от съпругата си Клитемнестра. Клитемнестра загива от ръката на децата си Орест и Електра.